# Пролетаријат
Пролетаријат је израз који у марксистичкој теорији означава потлачену друштвену класу у капитализму, односно појединце и друштвене групе који немају властитих средстава за производњу те су за одржање живота присиљени на најамни рад којим капиталиста управља и од кога присваја вишак вредности. Настао од латинске речи proles (прол) за потомство, испочетка је служио као пејоративни израз за најниже слојеве друштва - оне које немају другог богатства осим своје деце - да би под утицајем марксизма постао својеврсним синонимом за радничку класу.
Марксистичка теорија понекад у пролетаријат укључује ситносопственичко сељаштво и занатлије те пропале припаднике ситне буржоазије (који поседују властита средства за производњу али и сами раде) и лумпенпролетаријат (који не раде). Ипак је чешћа подела на: индустријски пролетаријат, пољопривредни пролетаријат, и интелектуални пролетаријат. Марксисти сматрају да су пролетаријат и буржоазија - класа власника средстава за производњу - у непрекидном друштвеном, економском, историјском и културолошком сукобу који ће бити превладан с увођењем социјализма односно диктатуре пролетаријата, као основице за укидање приватног власништва и оплодње капитала, а на тај начин нестаће и подела на класе те ће се прећи у бескласно друштво комунизма.

## Римска република и царство
Пролетери су чинили друштвену класу римских грађана који су поседовали мало или нимало имовине. Назив је вероватно потекао од пописа становништва, који су римске власти спроводиле сваких пет година да би сачиниле регистар грађана и њихове имовине, који је одређивао њихове војне дужности и бирачке привилегије. Они који су поседовали 11.000 assēs или мање падали су испод најниже категорије за војну службу, а њихова деца — prōlēs (потомци) — била су наведена уместо имовине; отуда и назив proletarius (произвођач потомства). Римски грађани-војници плаћали су за своје коње и оружје, и борили се без плате за јавно добро, али једини војни допринос пролетера била су његова деца, будући римски грађани који су могли да колонизују освојене територије. Званично, грађани без имовине називали су се capite censi, јер су то биле „особе која нису регистроване због своје имовине... већ једноставно због постојања живих појединаца, првенствено као глава (caput) породице“.
Иако укључени у Comitia Centuriata (Центуријску скупштину), пролетери су били најнижа класа, и углавном лишени права гласа. Касни римски историчари попут Ливија нејасно су описали Comitia Centuriata као народну скупштину раног Рима састављену од centuriae, гласачких јединица које представљају класе грађана према богатству. Ова скупштина, која се обично састајала на Campus Martius да би расправљала о јавној политици, одредила је војне дужности римских грађана. Једна од реконструкција Comitia Centuriata садржи 18 centuriae коњице и 170 centuriae пешадије подељених у пет класа према богатству, плус 5 centuriae помоћног особља званог adsidui, од којих је један представљао proletarii. Коњица је у борбу доносила коње и оружје, највиша пешадијска класа пуно оружје и оклоп, наредне две класе мање, четврта класа само копља, пета праћке, док помоћни адсидуи нису имали оружје. Приликом гласања, коњицаи и врхунској пешадијској класи је било довољно да одлучује о неком питању; пошто је гласање почело на врху, питања су се обично бивала одлучена пре него што су гласали нижи слојеви.
После Другог пунског рата 201. п. н. е., Југуртински рат и разни сукоби у Македонији и Азији смањили су број римских породичних земљорадника, а Република је осетила недостатак имућних грађана војника.. Маријанске реформе из 107. п. н. е. прошириле су војну подобност на градску сиротињу и од тада су пролетери, као плаћени војници, постали окосница војске, која је касније послужила као одлучујућа сила у паду републике и успостављању царства.

## Модерна употреба
Почетком 19. века, многи западноевропски либерални научници — који су се бавили друштвеним наукама и економијом — указивали су на друштвено-економске сличности модерне, брзо растуће индустријске радничке класе и класичних пролетера. Једна од најранијих аналогија може се наћи у раду француског филозофа и политиколога Хуга Фелисита Роберта де Ламена из 1807. То је касније преведено на енглески под насловом „Модерно ропство“.
Швајцарски либерални економиста и историчар Жан Чарлс Леонард де Сисмонди био је први који је применио термин пролетаријат на радничку класу створену у капитализму, а чије је списе често цитирао Карл Маркс. Маркс је највероватније наишао на овај термин док је проучавао Сисмондијева дела.

### Марксистичка теорија
Маркс, који је студирао римско право на Универзитету Фридрих Вилхелм у Берлину, користио је термин пролетаријат у својој друштвено-политичкој теорији (марксизам) да опише прогресивну радничку класу неокаљану приватном својином и способну за револуционарну акцију да сруши капитализам и укине друштвене класе, водећи друштво ка све вишим нивоима просперитета и правде.
Маркс је дефинисао пролетаријат као друштвену класу која нема значајније власништво над средствима за производњу (фабрикама, машинама, земљом, рудницима, зградама, возилима) и чије је једино средство за живот да прода своју радну снагу за надницу или плату.
Марксистичка теорија само нејасно дефинише границе између пролетаријата и суседних друштвених класа. У социјално супериорнијем, мање прогресивном правцу су нижа ситна буржоазија, као што су ситни трговци, који се првенствено ослањају на самозапошљавање уз доходак који је упоредив са обичном платом. Могућа су средња радна места, где се најамни рад за послодавца комбинује са самозапошљавањем. У другом правцу, лумпенпролетаријат, који Маркс сматра ретроградном класом, живи у неформалној економији ван легалне запослености: најсиромашнији изопћеници друштва као што су просјаци, преваранти, забављачи, криминалци и проститутке. Социјалистичке партије су се често препирале око тога да ли треба да организују и представљају све ниже класе или само пролетаријат који прима плату.
Део нето продајне цене плаћају плате радника (варијабилни трошкови); други део обнавља средства за производњу (стални трошкови, капитална улагања); док трећи део троши класа капиталиста, делећи између капиталистичког личног профита и накнада другим власницима (ренте, порези, камате на кредите, итд). Борба око првог дела (платне стопе) доводи пролетаријат и буржоазију у непомирљив сукоб, јер тржишна конкуренција неумољиво гура плате на минимум неопходан да радници преживе и наставе да раде. Други део, који се назива капитализовани вишак вредности, користи се за обнављање или повећање средстава за производњу (капитала), било у количини или квалитету. Други и трећи део су познати као вишак вредности, разлика између богатства које пролетаријат производи и богатства које конзумира. Марксисти тврде да се ново богатство ствара кроз рад примењен на природне ресурсе.
Маркс тврди да историју ствара човек, а не судбина. Инструменти производње и радничка класа која користи оруђе за производњу назива се покретним снагама друштва. Временом се ово развило у нивое друштвене класе где су се власници ресурса удружили како би максимизовали продуктивност из појединаца који су зависили од њихове радне снаге. Маркс тврди да ови односи између експлоататора и експлоатисаних резултирају различитим начинима производње и узастопним фазама у историји. Ови начини производње у којима човечанство стиче власт над природом подељени су на 5 различитих система: првобитна заједница, држава робова, феудална држава, капиталистички систем и коначно социјалистичко друштво. Транзиција између ових система настала је због пораста учесталости грађанских немира међу онима који су се осећали потлаченим од стране више друштвене класе.
Маркс је тврдио да ће пролетаријат неизбежно заменити капиталистички систем диктатуром пролетаријата, укидајући друштвене односе који су у основи класног система и потом се развити у комунистичко друштво у коме је „слободан развој свакога услов за слободан развој свих”.
Током Кинеске револуције, концепт пролетаријата је наглашавао постојање пролетерске класне свести, а не пролетерских друштвених атрибута (као што је индустријски радник). У овом начину дефинисања пролетаријата, пролетерска класна свест могла би се развити кроз субјективно становиште уз политичко образовање Комунистичке партије. Овакво схватање пролетаријата је омогућило марксистички теоријски оквир према којем је Кинеска револуција могла да се позабави релативном слабошћу индустријских радничких класа у Кини. Управо оно што је чинило праву пролетерску класну свест било је предмет интелектуалне и политичке дебате.

### Пролетерска култура
Маркс је тврдио да свака друштвена класа има своју карактеристичну културу и политику. Социјалистичке државе произашле из Руске револуције заговарале су и створиле званичну верзију пролетерске културе.
Ово је било сасвим другачије од културе радничке класе капиталистичких земаља, која је подложна „прол дрифту“ (пролетерском струјању), у чему све неумитно постаје уобичајено и комодификовано путем масовне производње, масовне продаје, масовне комуникације и масовног образовања. Примери укључују листе најпродаванијих књига, филмове и музику направљену да се допадну масама и тржне центре.